# Azerbeidzjaanse Communistische Partij (1993)
De Azerbeidzjaanse Communistische Partij (Azerbeidzjaans: Azərbaycan Kommunist Partiyası) is een communistische partij in Azerbeidzjan. De partij is opgericht in 1993 door Ramiz Ahmadov en geregistreerd bij het Ministerie van Justitie in 1994. Bij de gemeenteraadsverkiezingen van 17 december 2004 deed de partij het erg goed en won 128 zetels in de plaatselijke gemeenten.

## Ideologie
De partij onderhoudt nauwe contacten met de Communistische Partij van de Russische Federatie en wil hereniging met Rusland. De partij bekritiseert vaak de politiek van de Verenigde Staten in de regio.

## Leiders
Op 10 september 2007 overleed Ramiz Ahmadov, de toenmalige partijleider en oprichter van de partij. Zijn lichaam werd begraven in zijn geboorteplaats Quba. Van 2000 tot 2005 was Ahmadov lid geweest van de Nationale Vergadering van Azerbeidzjan.